# 蔵王鉱山
蔵王鉱山（ざおうこうざん）とは、かつて山形県上山市大字中川字永野に存在した鉱山。硫黄、硫化鉄鉱などを産出した。

## 概要
起源は古いようであるが、変遷は詳かではない。明治30年代後半、蔵王鉱山合資会社が設立される。
昭和16年には硫黄年産8,500トンとなる。
戦後は藤山コンツェルン系の日東金属鉱山が経営。硫黄の採掘がピークを迎え、1950年代には従業員が約600人および家族が1,200人規模となり、企業城下町を形成した。しかし1960年代にはいると、海外からの輸入品に押され経営が次第に苦しくなった中、1962年12月に大規模な坑内火災が発生。事実上採掘が停止し、翌1963年（昭和38年）3月31日に閉山を迎えた。
現在は、蔵王猿倉スキー場として利用されている。1996年には山神社の復元も行われた。